# 올리하 스테파니시나

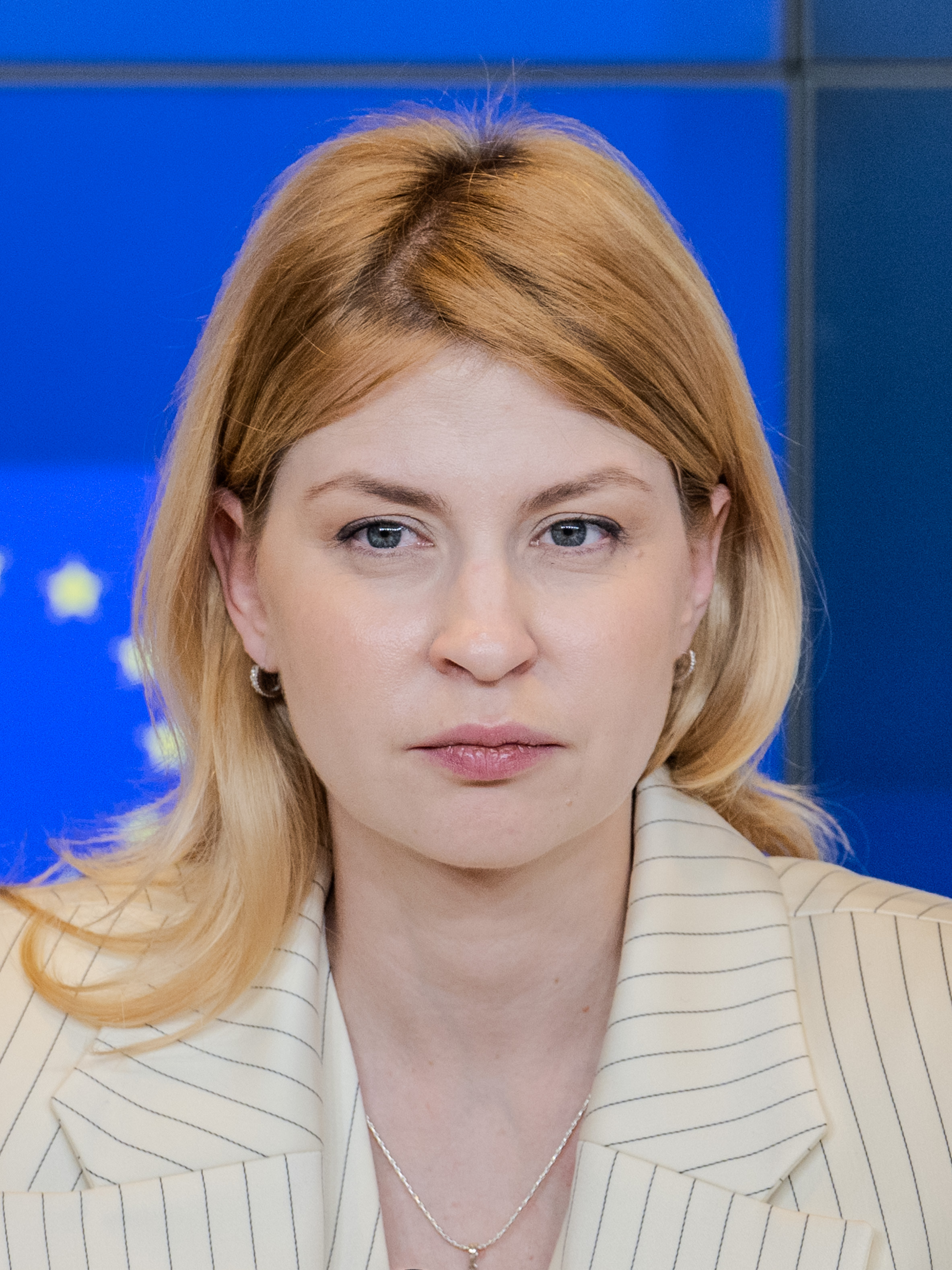
2024년 모습

올리하 스테파니시나(본명: 올리하 비탈리브나 스테파니시나, 우크라이나어: Ольга Віталіѕвна Стефанішина, IPA: [ˈɔl.ɦɐ ʋiˈta.lʲi.jiu̯.nɐ steˈfa.nʲi.ʃe.nɐ], 1985년 10월 29일 ~ )은 우크라이나의 변호사이자 공무원이다. 2020년 6월 4일부터 2024년 9월 4일까지 유럽 및 유럽-대서양 통합 부총리를 역임했다.